# Alter Turm (Mettlach)

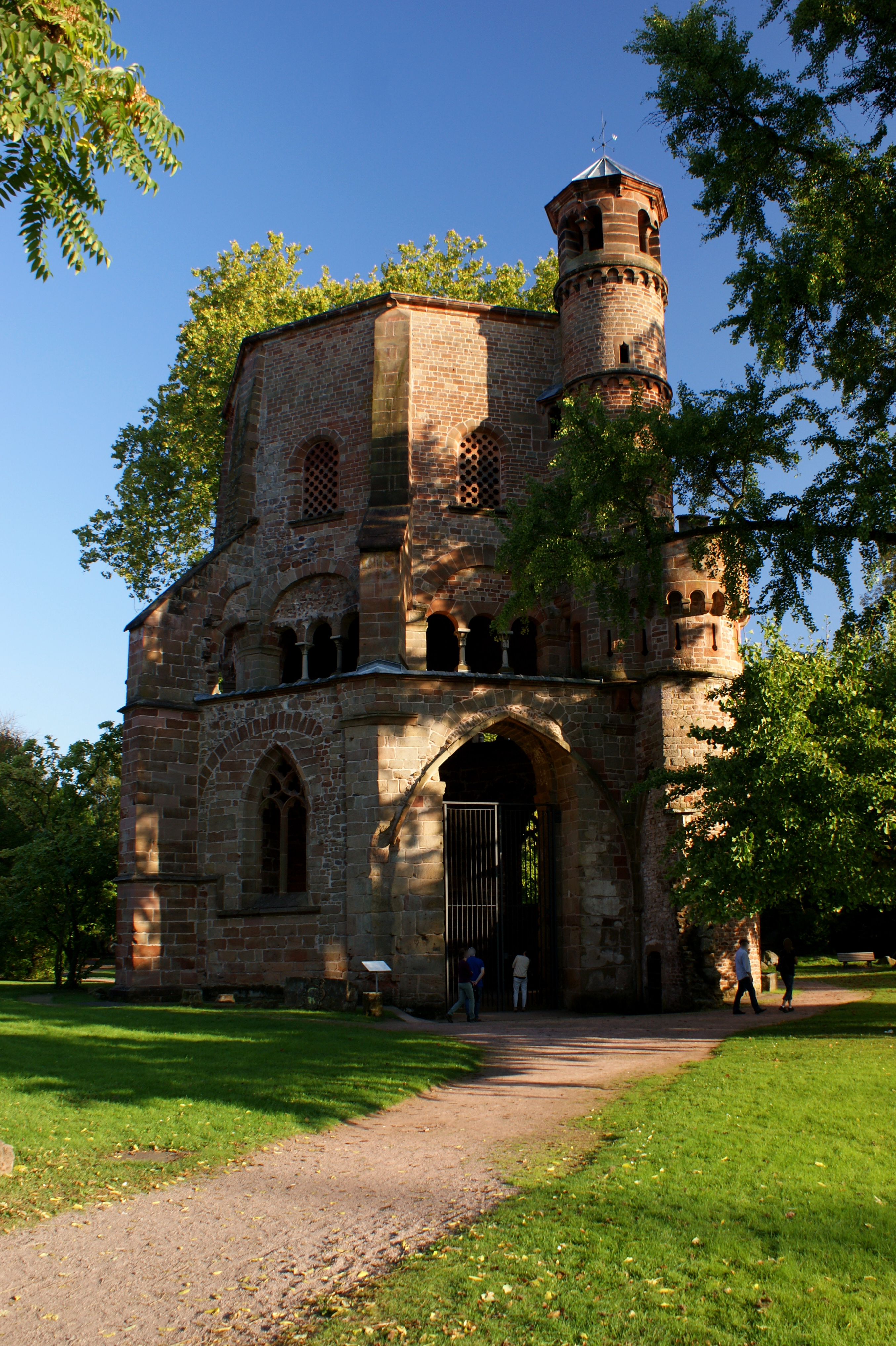
Alter Turm, Eingangsseite

Der Alte Turm in Mettlach ist der älteste erhaltene Sakralbau und zugleich das älteste erhaltene aufrecht stehende mittelalterliche Bauwerk des Saarlandes. Er ist der letzte erhaltene Rest der im Jahr 1819 abgebrochenen Mettlacher Abteikirche St. Peter und Maria. Der „Alte Turm“ zählt daher zu den Wahrzeichen des Saarlandes von nationalem Rang. Das Bauwerk wurde um die Jahre 990 bis 994 durch den damaligen irischen Abt Lioffin (985–993) als ottonische Grabkapelle des heiligen Lutwinus gebaut, der um das Jahr 675 das Kloster Sankt Peter und Maria in Mettlach gegründet hatte. Er ist einer der wenigen erhaltenen ottonischen Zentralbauten sowie eine baukünstlerische Leistung des europäischen Mittelalters von hohem Rang.

## Architektonische Vorbilder

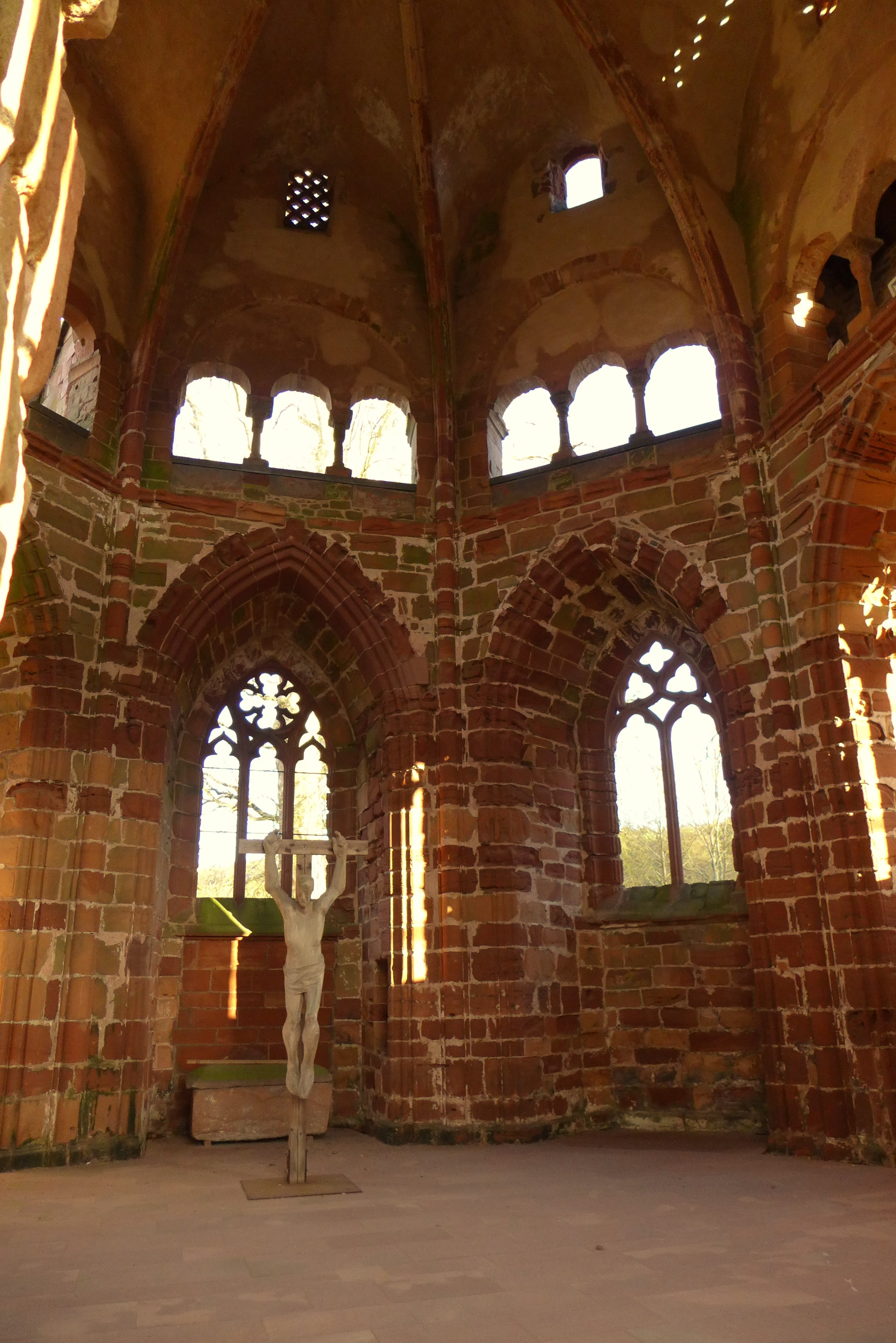
Alter Turm, Blick ins Innere

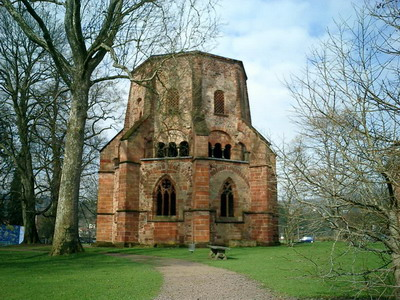
Alter Turm der Abtei Mettlach, Rückseite

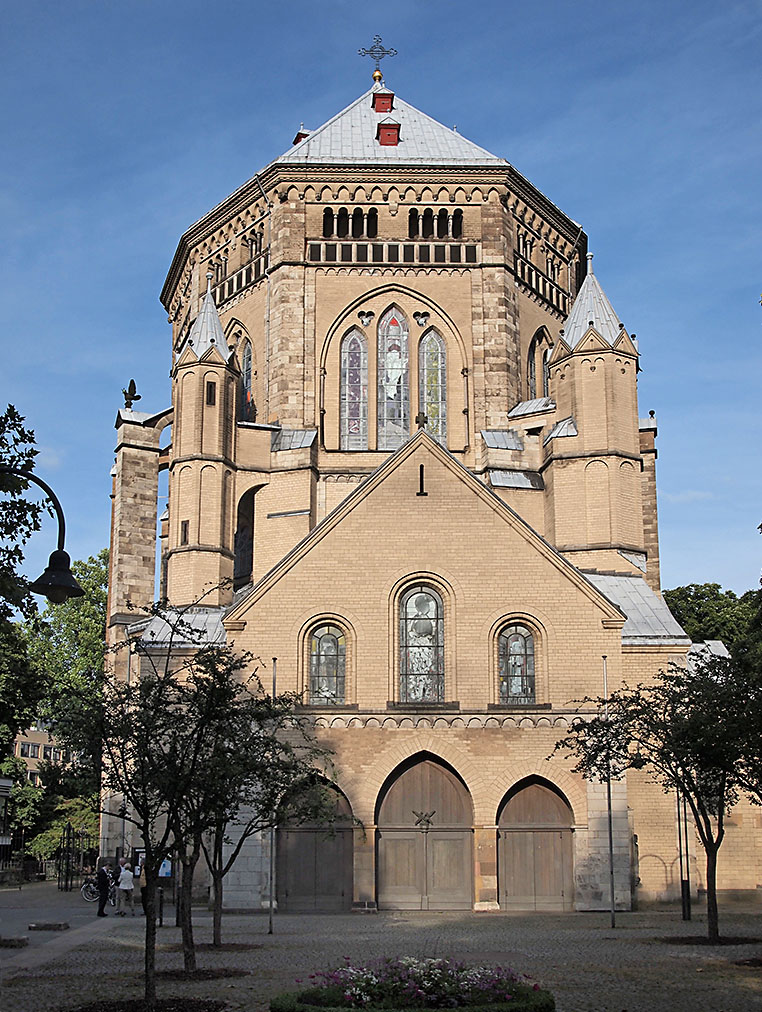
Köln, St. Gereon

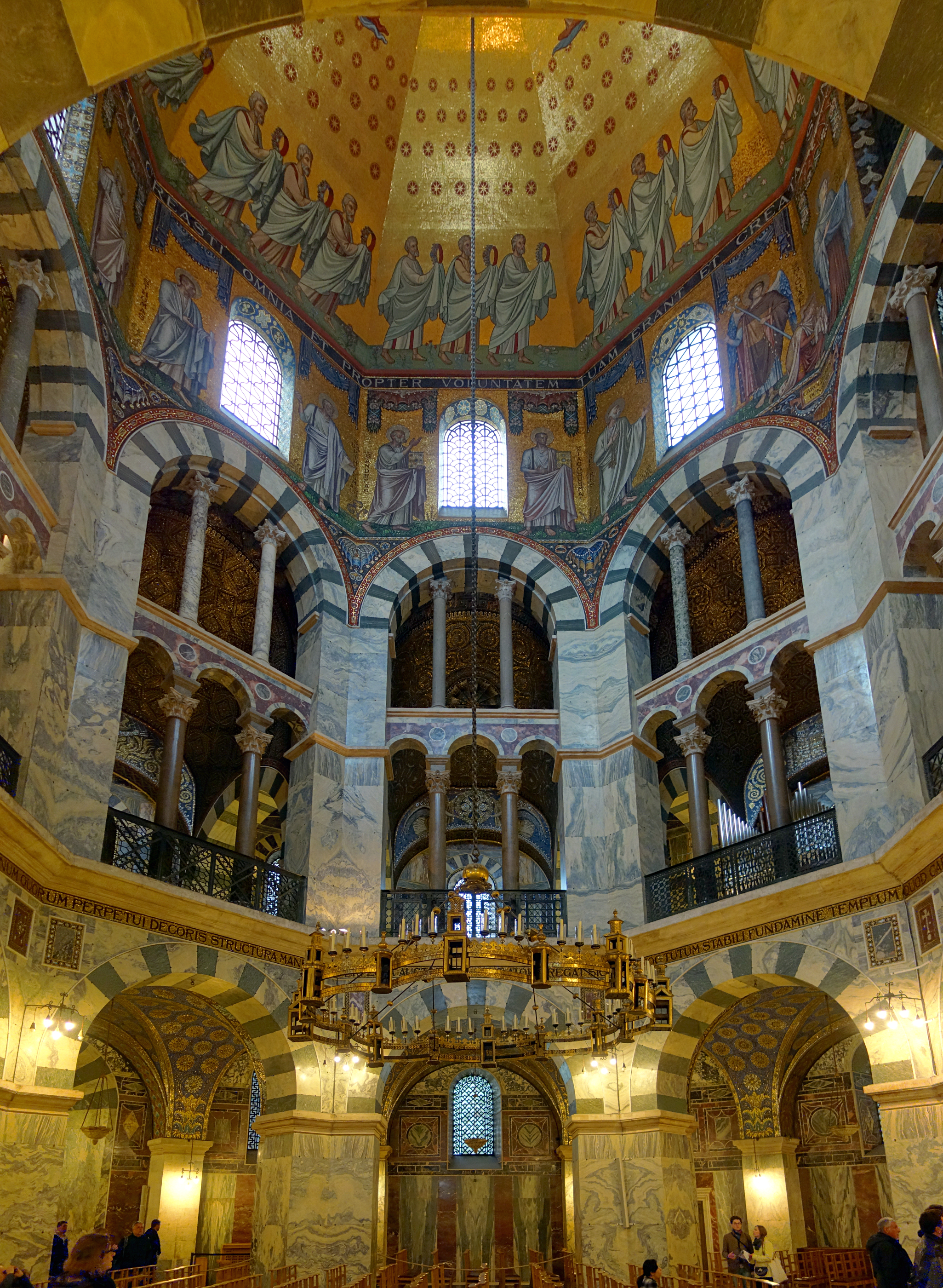
Aachen, Inneres des karolingischen Oktogons

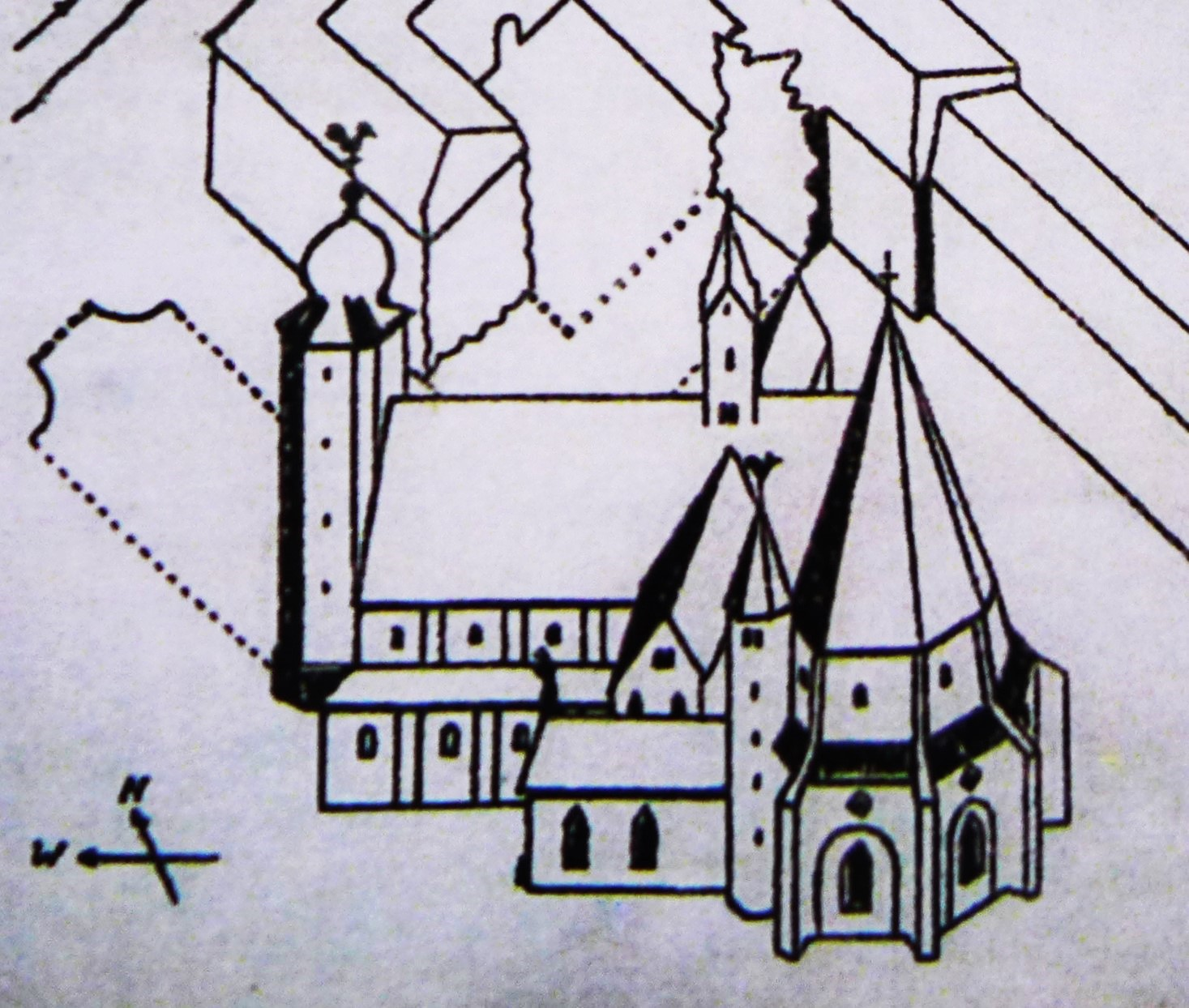
Abtei Mettlach, Rekonstruktion des möglichen Aussehens der Abteikirche mit dem Alten Turm im 18. Jahrhundert nach der Grundrisszeichnung von Johann Christian Lager (1875); Die punktierten Linien vor dem Kirchturm zeigen den Grundriss der projektierten Barockkirche

Die architektonische Bezugnahme des „Alten Turmes“ auf das Vorbild des karolingischen Oktogons des Aachener Doms ist bereits um das Jahr 1070 bezeugt. Für den Hinweis auf Aachen sprechen die oktogonale Grundform, der zweigeschossige zu Nische und Laufgang reduzierte Umgang, der dreigeschossige Aufbau im Inneren mit hohen Rundbogen im Erdgeschoss, darüber Drillingsbogen und die hohen Fenstergaden. Darüber hinaus kann Aachen als Vorbild im Sinne ikonographischer Zusammenhänge verstanden werden. Anders als in Aachen wurde in Mettlach das Oktogon allerdings nicht mit einem durchgehenden Umgang im Erdgeschoss, sondern als Nischenbau mit sechs halbrunden Nischen im Inneren ausgebildet. Vorbild dürften rheinische Nischenbauten wie etwa St. Gereon in Köln oder St. Heribert in Köln-Deutz sein. Dementsprechend bildeten vermutlich auch in Mettlach ursprünglich Rundnischen die Erweiterung des Oktogons. Die leichte Neigung der Außenmauern nach innen verleihen dem Bauwerk optisch eine gewisse federnde Spannung.

## Geschichte und Architektur
Die Mettlacher Abtei verfügte über ein dem heiligen Dionysius von Paris geweihtes Oratorium sowie die Peter- und Marienkirche. Die Lage der Peter- und Marienkirche ist in einer topographischen Karte von 1807 dargestellt. Das Dionysius-Oratorium ist dort nicht eingezeichnet und bis heute durch keinerlei Funde belegt. Vor dem Bau des Klosters hatte Lutwinus im 8. Jahrhundert die Dionysius-Kirche errichtet. Sie stand vermutlich dort, wo sich heute das Portal der Alten Abtei erhebt. Die Kirche, die im Jahr 1664 zuletzt urkundlich erwähnt worden war, blieb bis zur ersten Jahrtausendwende Ziel der Lutwinus-Wallfahrt. Diese Kirche wurde 1664 einer Restaurierung des Dachstuhles unterzogen, wobei auch ein neuer Altar aufgestellt wurde. Anlässlich des Neubaus der Mettlacher Abtei kam es im Jahr 1722 zum Abriss der Kirche.
Im 12. Jahrhundert wurde ebenfalls in Mettlach eine Kirche mit dem Patrozinium des heiligen Johannes des Täufers außerhalb des Klosterbereiches im südlichen Berghang („G´hansoht“) als Pfarrkirche „St. Johannes bei Mettlach“ erbaut. Die Dionysius-Kirche in Mettlach wurde danach zur Kapelle umgewidmet. Aufgrund von Baufälligkeit wurde die Johanneskirche in den Jahren 1769/1770 abgerissen.
Das ursprünglich nur dem heiligen Petrus geweihte dreischiffige, romanische Gotteshaus aus dem 10. Jahrhundert musste Anfang des Jahres 1790 auf Anweisung von Trier die Pfarrgemeinde der abgerissenen Johanneskirche aufnehmen. Ihr wurde der Dionysiusaltar des „Alten Turmes“ zugewiesen. Nach dem Abriss der Abteikirche durch die Besitzer der neugegründeten Mettlacher Keramikfabrik im Jahre 1819 wurde das Refektorium der ehemaligen Abtei zum Gottesdienstraum der Pfarrgemeinde umgewidmet. Mit der Genehmigung zum Abbruch der Peterskirche war aber vertraglich der Bau einer neuen Pfarrkirche festgelegt worden. Ein Kirchenneubau erfolgte ab dem Jahr 1842. Nach dessen Abriss wurde im Jahr 1899 die heutige neoromanische Lutwiuskirche errichtet.
Die beiden Kirchen des 7. und 8. Jahrhunderts wurden in den Jahren 1954/55 und 1959/60 von dem damaligen Landeskonservator Martin Klewitz durch Grabungen erschlossen. An die Hauptkirche St. Peter schloss sich südöstlich die kleinere Marienkirche an. Die Anlage aus der Zeit Liutwins war ein mit Annexen versehener Saalbau mit Rechteckchor. Unter dem irischstämmigen Abt Lioffin (985–993) entstand dann an gleicher Stelle als Nachfolgebau ein Zentralbau für das Grab des als heilig verehrten Stifters. Der Zentralbau bestand aus einem achteckigen Mittelraum von 10,8 m Weite mit einem dreijochigen Schiff als Vorhalle – wohl aus dem 11. Jahrhundert – im Westen und einem zweigeschossigen Rechteckchor im Osten. Der Marienaltar stand im Obergeschoss und war vom Laufgang her zugänglich. Die anderen Seiten des Oktogons waren und sind im Innern durch Nischen in der 2,60 m starken Erdgeschossmauer gegliedert.
Der Turm selbst, heute einziger Überrest dieser Zeit, hatte die Funktion einer Doppelkirche: Das Untergeschoss war dem heiligen Lutwinus gewidmet, während sich im Obergeschoss eine Marienkapelle befand. Nach dem Zeugnis der „Miracula sancti Lutwini“ führte man im Mittelalter psychisch Kranke, die man als von Dämonen besessen ansah, zum Heilschlaf in den Alten Turm. Angeblich sollen sich hier auf die Fürsprache der Heiligen hin die Kranken beruhigt haben und seien schließlich gesundet. Der jetzige Abschluss im Osten durch eine Nischenwand stammt von den Instandsetzungen des 19. Jahrhunderts. Das Untergeschoss stellt sich heute dem Betrachter als ein weitgehender gotischer Umbau des ursprünglich ottonischen Baues dar. Die Rundnischen wurden dabei im 14. Jahrhundert zu trapezförmigen gotischen Nischen mit Maßwerkfenstern verändert. Im Jahre 1247 war bereits ein Wendeltreppenhaus angebaut worden.
Anstelle des historisch bezeugten offenen Dachstuhles wurde in dieser Zeit auch ein Sternrippengewölbe eingebaut, zu dessen Abstützung man außen Strebepfeiler ansetzte. Im Westen haben sich allerdings noch Reste eines außen umlaufenden ottonischen Rundbogenfrieses erhalten. Die im Obergeschoss stark reduzierte Mauerstärke ist durch das Vorhandensein eines ehedem geschlossenen Umganges mit Tonnengewölbe zu erklären. In ihrer ursprünglichen Form erhaltenen, sind die von einem Blendbogen überspannten dreiteiligen Öffnungen zum Mittelraum hin. Nur die westlichen Arkaden wurden nach einem Einsturz im 19. Jahrhundert wieder aufgebaut. Besonders bemerkenswert sind die Teilungssäulchen mit Bauchung und ihre unterschiedlichen Kapitelle. Es handelt sich um zum Teil eindeutig ottonische Pilzkapitelle, zum anderen um flach behauene Blattkapitelle und Blattkämpfer, deren Entstehungszeit bisher nicht genau datiert werden konnte. Sie könnten vielleicht von einem karolingischen Bau stammen und wiederverwandt worden sein. Im Obergaden öffnen sich die Mauern in Rundbogenfenstern, die man bei der Restaurierung im 19. Jahrhundert ähnlich wie bei der Klause Kastel durch Steingitter schloss.

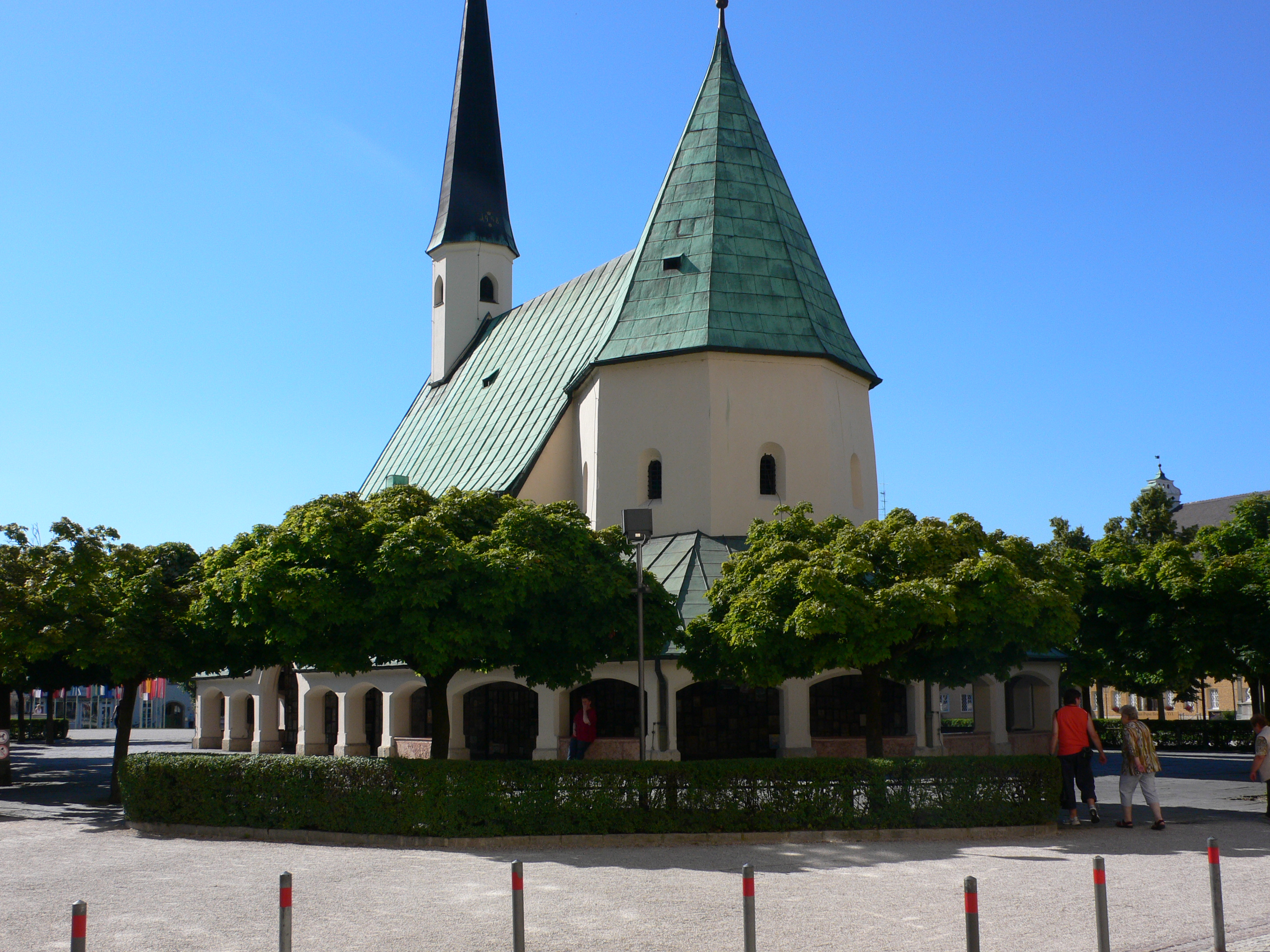
Altötting, Gnadenkapelle

Im 15. Jahrhundert wurde der Bau um etwa anderthalb Meter erhöht und erhielt ein steiles gotisches Zeltdach. Die architektonische Kubatur dieser Zeit muss man sich ähnlich dem des Oktogons der Gnadenkapelle in Altötting vorstellen. Der sogenannte Alte Turm mit seinem gotischen Vorbau diente der Pfarrgemeinde Mettlach in den Jahren 1770 bis 1794 als Pfarrkirche. Geplant war im Zusammenhang mit dem Neubau der Abtei durch den sächsischen Baumeister Christian Kretzschmar, am Südende der Anlage, die Front ebenfalls zur Saar, eine neue Klosterkirche zu errichten, deren Chorhaupt der östliche Teil des „Alten Turmes“ geworden wäre. Der einschiffige und kreuzförmige Sakralbau hätte eine Länge von 57 m und eine Höhe von 15,50 m erreicht. In seiner Fassadengestaltung wäre er der Trierer Paulinuskirche gleichgekommen. Als Christian Kretzschmar im Jahr 1768 starb, war der Abteineubau noch unvollendet. Er wurde zwar weitergeführt, kam aber im Jahr 1780 zum Erliegen. Von den geplanten Höfen wurde nur der quadratische Kreuzgang vollendet. Vom Haupthof mit einer Tiefe von 102 m und einer Breite von 50 m wurde nur die Hälfte fertiggestellt.
Die Französische Revolution, vor allem aber der Erste Koalitionskrieg ab 1792, bedeutete für das Kloster Mettlach das Ende. In den Jahren 1793/1794 flüchteten die Mönche. Im Jahr 1802 wurde das traditionsreiche Kloster schließlich aufgegeben. Die aus dem 18. Jahrhundert stammenden heutigen Abteigebäude (Saarfront: 112 m Länge) wurden 1802 im Zuge der Säkularisation zu französischem Nationaleigentum erklärt. Danach wurde das gesamte Anwesen im Jahr 1806 an den Papierfabrikanten Leistenschneider aus Trier verkauft. Von diesem erwarb im Jahr 1809 Jean-François Boch, der zur dritten Generation der Bochs gehörte, das stark zerstörte Gebäude und setzte es wieder instand. Dabei ließ er es bereits teilweise zu einer Fabrik umbauen. Aktuell dient es als Hauptsitz der Firma Villeroy & Boch. Im Jahr 1819 ließ die Unternehmensleitung die romanische Peterskirche mit ihren antiken Triumphbogensäulen aus Thessaloniki-Marmor abreißen, was für die Architekturgeschichte des Saarlandes einen nicht unerheblichen Verlust darstellt. Die St. Peterskirche diente bis zum Abbruch im Jahr 1819 als Pfarrkirche. Der barocke Apostelzyklus der Mettlacher Abteikirche befindet sich nach einer Schenkung der Figuren durch Jean-François Boch/Franz Boch-Buschmann heute in der Waderner Allerheiligenkirche. Angefertigt wurde der Apostelzyklus im Jahr 1684 durch den Trierer Bildhauer Philipp Mayer. Die heutige starkfarbige Fassung der ursprünglich weiß gefassten Statuen stammt vom Ende des 19. Jahrhunderts. Ebenso wurden dabei die Figuren umgeschnitzt und mit in Gips getränktem Sackleinen neu modelliert.
Zur weiteren kirchlichen Geschichte Mettlachs siehe auch St. Lutwinus (Mettlach).

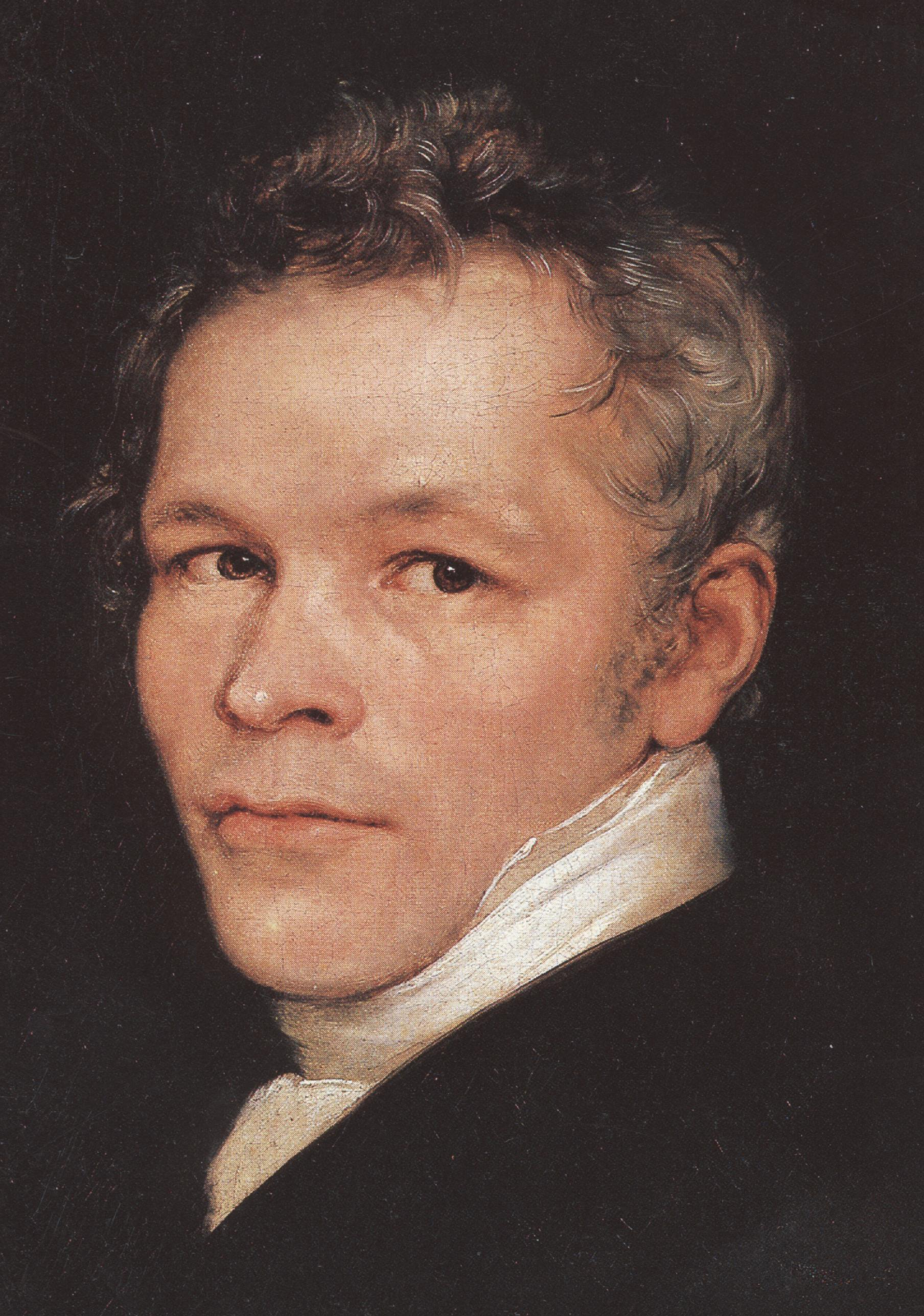
Karl Friedrich Schinkel im Jahr seines Mettlach-Besuches 1826, Gemälde von Carl Begas

Nach der Aufgabe der Abtei wurde der „Alte Turm“ nicht mehr kirchlich verwendet und verfiel zusehends. Das Dachgebälk wurde in den Jahren 1806 bis 1809 als Baumaterial ausgebaut. Dabei schlug man ein Loch ins gotische Gewölbe, wodurch es infolge witterungsbedingter Beschädigung im 1841 zum Einsturz des Treppentürmchen und des westlichen Obergeschosses kam. Der Komplettabriss des Alten Turmes wurde ebenfalls erwogen. Der preußische Baumeister Karl Friedrich Schinkel besuchte im Jahr 1826 Mettlach und besichtigte dabei den Alten Turm, den er in die Zeit Karls des Großen datierte.

„Wir kamen gegen Dunkelwerden in Mettlach an, welcher Ort aus einem großen Klostergebäude im Jesuiterstil (sic!) besteht, und um welches in einiger Entfernung die Wohnhäuser der Fabrikarbeiter ein kleines Örtchen bilden. Herr Buschmann, Beuths Freund, hat dieses enorme Gebäude gekauft und darinnen eine Steingutfabrik sehr schön eingerichtet. (...) Wir aßen sehr schön zur Nacht, schliefen dann in Prachtzimmern und Prachtbauten vortrefflich. (...) Eine alte Ruine, achteckig, aus Karls des Großen Zeit, aber im 14. Jahrhundert durch eingebaute Spitzbögen verändert, steht im Garten, dicht an dem großen Fabrikgebäude, man wollte sie wegreißen, durch unser Zureden ist sie gerettet worden.“

## Restaurierungen
Eugen (von) Boch ließ nach dem Teileinsturz die Ruine sorgfältig konservieren, wobei er sich vom befreundeten Trierer Baumeister Karl August von Cohausen beraten ließ. In der Folgezeit wurden die eingestürzten Teile wiederaufgebaut, die aufgerissene Chorseite verschlossen sowie das Gewölbe mit einer flachen Dacheindeckung geschützt. Diese Restaurierung kann als eine der behutsamsten Denkmalpflegeleistungen des 19. Jahrhunderts bezeichnet werden. Sie hat das bis heute gültige Bild des „Alten Turmes“ geschaffen.
Nach kleineren Restaurierungen in den 1950er Jahren wurde der „Alte Turm“ anlässlich seines tausendjährigen Jubiläums im Jahr 1989 erneut restauriert. Der weiche Sandstein war von Wind und Regen angegriffen, Wasser in das Mauerwerk aufgestiegen und das Dach beschädigt. Die Deutsche Stiftung Denkmalschutz steuerte dazu eine beträchtliche Summe zur Sanierung des ottonischen Bauwerks bei.